# Brunswick, Ohio
Brunswick là một thành phố thuộc quận Medina, tiểu bang Ohio, Hoa Kỳ. Năm 2010, dân số của thành phố này là 34255 người.

## Dân số
- Dân số năm 2000: 33388 người.
- Dân số năm 2010: 34255 người.